# Спортивное ориентирование на лыжах на Универсиадах
Соревнования по спортивному ориентированию на лыжах проводились на зимних Универсиадах единственный раз — в 2019 году. Были разыграны семь комплектов наград: у мужчин и женщин по отдельности — спринт, гонка преследования и масс-старт; также состоялись командные соревнования (смешанная эстафета — команды из мужчины и женщины, сменявших друг друга на этапах).

## Призёры соревнований

### Мужчины

#### Спринт
| Год  | Золото            | Серебро       | Бронза          |
| ---- | ----------------- | ------------- | --------------- |
| 2019 | Владислав Киселёв | Эудун Хеймдал | Сергей Горланов |

#### Гонка преследования
| Год  | Золото          | Серебро           | Бронза      |
| ---- | --------------- | ----------------- | ----------- |
| 2019 | Сергей Горланов | Владислав Киселёв | Миса Тумала |

#### Масс-старт
| Год  | Золото        | Серебро         | Бронза            |
| ---- | ------------- | --------------- | ----------------- |
| 2019 | Йорген Баклид | Сергей Горланов | Владислав Киселёв |

### Женщины

#### Спринт
| Год  | Золото             | Серебро        | Бронза        |
| ---- | ------------------ | -------------- | ------------- |
| 2019 | Лииса-Майя Ненонен | Марина Вяткина | Мирка Суутари |

#### Гонка преследования
| Год  | Золото         | Серебро       | Бронза             |
| ---- | -------------- | ------------- | ------------------ |
| 2019 | Марина Вяткина | Мирка Суутари | Лииса-Майя Ненонен |

#### Масс-старт
| Год  | Золото             | Серебро        | Бронза        |
| ---- | ------------------ | -------------- | ------------- |
| 2019 | Лииса-Майя Ненонен | Марина Вяткина | Петра Ханцова |

### Командные соревнования

#### Смешанная эстафета
| Год  | Золото                                      | Серебро                                            | Бронза                                           |
| ---- | ------------------------------------------- | -------------------------------------------------- | ------------------------------------------------ |
| 2019 | Россия 1 · Марина Вяткина · Сергей Горланов | Норвегия 1 · Эвина Вестли Андерсен · Йорген Баклид | Норвегия 2 · Тилла Фарнес Хеннум · Эудун Хеймдал |

## Медальный зачёт
суммарно медали для страны во всех видах соревнований
| Место          | Страна         | Золото | Серебро | Бронза | Всего |
| -------------- | -------------- | ------ | ------- | ------ | ----- |
| 1              | Россия         | 4      | 4       | 2      | 10    |
| 2              | Финляндия      | 2      | 1       | 3      | 6     |
| 3              | Норвегия       | 1      | 2       | 1      | 4     |
| 4              | Чехия          | 0      | 0       | 1      | 1     |
| Всего стран: 4 | Всего стран: 4 | 7      | 7       | 7      | 21    |